# Jonas Jonasson (författare)
Pär-Ola Jonas Jonasson, ursprungligen Per Ola Jonasson, född 6 juli 1961 i Växjö, är en svensk journalist och författare.

## Biografi
Efter språkstudier vid Göteborgs universitet blev Jonasson journalist på Smålandsposten i Växjö och senare Expressen. 1996 startade han det sedermera framgångsrika medieföretaget OTW men drabbades på 2000-talet av allvarlig utbrändhet och tvingades lämna sitt gamla liv efter 20 år i mediebranschen. 

### Författarskap
Han sålde därefter sina ägodelar och sitt företag och flyttade till den schweiziska kantonen Ticino. Där bodde han till 2010 och skrev samtidigt den roman han i många år önskat få en möjlighet att realisera – Hundraåringen som klev ut genom fönstret och försvann. 
Denna hans debutroman gavs ut 2009 på Piratförlaget. Romanen blev 2010 års mest sålda bok i Sverige, alla kategorier. 2011 var boken fortfarande Sveriges mest sålda roman. Den sammanlagda upplagan har under 2018 passerat en miljon exemplar i Sverige, 4,4 miljoner i Tyskland och ytterligare fyra miljoner i övriga världen. Boken är såld till 45 länder/språkområden (2018). Den har också blivit ett sällskapsspel. 
2013 blev berättelsen även en av de dyraste svenska långfilmerna någonsin och filmen med samma titel slog modernt svenskt publikrekord vid sin premiär på juldagen 2013 med Robert Gustafsson i huvudrollen och i regi av Felix Herngren.
Romanen Hundraåringen som klev ut genom fönstret och försvann vann Bokhandlarpriset 2010 samt Iris Ljudbokspris för bästa ljudboksupplevelse, inläst av skådespelaren Björn Granath. Jonasson vann med boken 2012 även tyska bokhandeln Mayersches M-Pionier litteraturpris.
Jonassons andra roman, Analfabeten som kunde räkna, utkom i september 2013 och gick genast in på andra plats på den svenska försäljningslistan och strax därefter på första plats i Tyskland och Schweiz. Romanen Analfabeten som kunde räkna passerade på kort tid under hösten 2013 en miljon tryckta exemplar. 2015 följde Jonasson upp med Mördar-Anders och hans vänner (samt en och annan ovän). Med den passerade hans tre första böcker femton miljoner sålda exemplar (2018). Jonassons fjärde roman, Hundraettåringen som tänkte att han tänkte för mycket, är en uppföljare till debutromanen. Den utkom sommaren 2018, först i Nederländerna (juli), därefter Storbritannien (augusti), Sverige (augusti) och i Tyskland (oktober).  Den femte romanen kom 2020, under titeln Hämnden är ljuv AB. Boken handlar om en konsthandel, en dotter och en medicinman. Jonassons sjätte bok, Profeten och idioten, kom 2022. Boken handlar om en hobbyfysiker som säger sig ha förutspått jordens undergång. Tillsammans med henne reser ett mindre sällskap, en änka och den ene av två bröder, ut i världen.

### Övriga aktiviteter
Sommaren 2011 var Jonas Jonasson värd för Sommar i P1 och i december samma år medverkade han i SVT:s program Sommarpratarna. Sommaren 2012 var han tillfällig krönikör i tidningen Expressen.
Jonasson är uttalad supporter till fotbollsklubben Östers IF från Växjö.

## Manus
- Whiskey on the Rocks (2024)[10][11]

## Priser och utmärkelser
- 2009 – BMF-plaketten för Hundraåringen som klev ut genom fönstret och försvann
- 2010 – Pocketpriset för Hundraåringen som klev ut genom fönstret och försvann
- 2010 – Stora Ljudbokspriset för Hundraåringen som klev ut genom fönstret och försvann
- 2013 – Årets författare[12]